# Blok Konstytucyjny

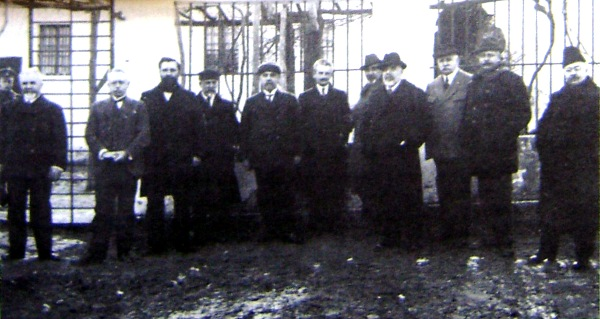
Zdjęcie liderów Bloku Konstytucyjnego w więzieniu przed zamachem z 9 czerwca.

Blok Konstytucyjny (bułg. Конституционен блок) – bułgarska koalicja polityczna utworzona 6 czerwca 1922 przez Partię Demokratyczną, Zjednoczoną Partię Narodowo-Postępową i Partię Radykalno-Demokratyczną. Celem koalicji było stworzenie silnej opozycji skierowanej przeciwko sprawującemu władzę autorytarną Bułgarskiemu Ludowemu Związkowi Chłopskiemu i przejęcie rządów w kraju. Blok istniał do 19 lipca 1923, kiedy to zdecydowano o jego rozwiązaniu i budowie Porozumienia Demokratycznego.

## Historia Bloku Konstytucyjnego
Po wyborach do Zwyczajnego Zgromadzenia Narodowego 19. kadencji, przeprowadzonych w końcu marca 1920, Bułgarski Ludowy Związek Chłopski sformował większościowy rząd, na czele którego stanął Aleksandyr Stambolijski. Gabinet Stambolijskiego przeprowadził szereg istotnych, lecz nie najlepiej przygotowanych reform, które zostały źle przyjęte przez znaczną część społeczeństwa oraz partie polityczne reprezentujące interesy burżuazji. W październiku 1921 zawiązało się ponadpartyjne, opozycyjne wobec rządu Porozumienie Narodowe, skupiające m.in. bułgarską inteligencję i przemysłowców. Wkrótce potem członkowie organizacji, wśród których szczególnie aktywni byli Atanas Burow z Zjednoczonej Partii Narodowo-Postępowej oraz Andrej Liapczew i Grigor Wasilew z Partii Demokratycznej, rozpoczęli rozmowy na temat utworzenia koalicji politycznej. W efekcie negocjacji 6 czerwca 1922 powołano Blok Konstytucyjny, do którego obok tych dwóch partii weszła także Partia Radykalno-Demokratyczna. Podstawowym celem ugrupowania było odsunięcie ludowców od sprawowania władzy. 15 lipca działacze Bloku wystosowali odezwę do narodu bułgarskiego, w której głosili konieczność przywrócenia zagwarantowanych w Konstytucji Tyrnowskiej praw i swobód (ograniczonych przez reżim Stambolijskiego) oraz zaprowadzenia w kraju ładu i porządku. 
Początkowo politycy koalicji zamierzali wywierać presję na cara Borysa III i ostatecznie skłonić go do zdymisjonowania rządu Stambolijskiego i rozpisania wyborów parlamentarnych. Atanas Burow uznał jednak taką strategię działania za niewystarczającą i wysunął propozycję zorganizowania masowych demonstracji antyrządowych w ważniejszych miastach kraju. Wniosek Burowa został zaakceptowany. Zaplanowano trzy masowe zjazdy sympatyków Bloku: w Wielkim Tyrnowie (przewidziany na 17 września 1922), w Płowdiwie (1 listopada) i kulminacyjny w stolicy kraju, Sofii (15 listopada).
Wieści o planowanych demonstracjach dotarły do rządu Stambolijskiego, który postanowił im zapobiec przy użyciu siły. W tym celu do Wielkiego Tyrnowa wezwano z całej Bułgarii aktywistów Bułgarskiego Ludowego Związku Chłopskiego, pod pretekstem ich uczestnictwa w Kongresie Plantatorów Buraków. Jednocześnie Komitet na rzecz Dyktatury Wiejskiej (organizacja powołana przez ludowców w maju 1922) wydał okólnik, w którym polecał fizyczne zlikwidowanie liderów opozycji. Realizacji tego makabrycznego planu przeszkodził jednak sprzeciw ministra spraw wewnętrznych, Rajka Daskałowa.  
16 września liderzy Bloku Konstytucyjnego, wśród których byli m.in. Najczo Canow, Teodor Teodorow, Michaił Madżarow, Stojan Danew, Aleksandyr Malinow i Petko Stojanow, wyruszyli pociągiem z Sofii do Wielkiego Tyrnowa. Na stacji w mieście Dolni Dybnik politycy zostali zaatakowani przez uzbrojoną grupę sympatyków ludowców. Napastnicy przez pewien czas maltretowali swoje ofiary, a następnie zamknęli je w koszarach wojskowych. Również na kilku innych dworcach zatrzymano pociągi ze zwolennikami koalicji, które następnie zostały zawrócone. Wielu działaczy opozycyjnych zostało przy tym dotkliwie pobitych. 
Mimo blokad część sympatyków Bloku Konstytucyjnego, wśród których był Burow, 17 września dotarła do Wielkiego Tyrnowa. Tam zatrzymała ich kolumna wojska. Burowowi wręczono telegram podpisany przez zaaresztowanych dzień wcześniej liderów koalicji, w którym wezwali oni swoich zwolenników do zaniechania demonstracji. W tej sytuacji Burow zdecydował o odwołaniu zjazdu. W drodze powrotnej ku stacji kolejowej opozycjoniści zostali niespodziewanie ostrzelani przez bojówki ludowców.
Wkrótce po tych wydarzeniach ocaleli liderzy Bloku (m.in. Burow, Iwan Geszow, Janaki Mołłow, Grigor Wasilew, Stefan Stefanow) schronili się za granicą. Pozostali działacze, m.in. Andrej Liapczew i Stefan Bobczew, zostali zaaresztowani przez siły rządowe. Mimo oficjalnych protestów wystosowanych przez część deputowanych do Zgromadzenia Narodowego, działacze koalicji nie zostali zwolnieni z więzień. 19 listopada 1922 rząd Stambolijskiego rozpisał ogólnonarodowe referendum w sprawie osądzenia ministrów (w większości demokratów i narodowców) w gabinetach Iwana Geszowa (1911–1913), Stojana Danewa (1913) i Aleksandyra Malinowa (1918) za klęski Carstwa Bułgarii w wojnach bałkańskich i w I wojnie światowej. W głosowaniu wzięło udział ponad 800 tys. obywateli, z czego ponad 600 tys. opowiedziało się za propozycją rządu. 
Liderzy Bloku Konstytucyjnego pozostali w więzieniach do zamachu stanu przeprowadzonego 9 czerwca 1923 przez Związek Wojskowy i Porozumienie Narodowe i objęciu funkcji premiera przez Aleksandyra Cankowa. Wkrótce potem działaczom Bloku przedstawiono propozycję budowy prorządowej koalicji, która została przez nich przyjęta. 19 czerwca ugrupowanie dokonało samorozwiązania, po czym po czym pięć dni później Partia Demokratyczna i Partia Radykalno-Demokratyczna utworzyły Związek Demokratyczny. Ten ostatni 10 sierpnia 1923 zjednoczył się z Porozumieniem Narodowym i Zjednoczoną Partią Narodowo-Postępową tworząc Porozumienie Demokratyczne, które następnie sprawowało rządy w Carstwie Bułgarii do 1931.